# 趙香雲
趙 香雲（ちょう こううん、1116年 - 1127年4月15日）は、北宋の徽宗の第26皇女（夭逝を除いて第15皇女）。

## 経歴
徳妃崔氏（後に淑妃、庶人となった）の四女として生まれた。政和6年（1116年）9月、仁福帝姫の位を授けられた。
靖康の変で金軍に拉致され、金の天会5年2月25日（1127年4月15日）、劉家寺の軍基地に死去した。3月24日、開封に帰葬された。諡は順穆。

## 伝記資料
- 『靖康稗史箋證』
- 『皇第二十三女特封保福帝姫制』
- 『宋会要輯稿』